# 岩宮武二
岩宮 武二（いわみや たけじ、1920年(大正9年)1月4日 - 1989年(平成元年)6月26日）は、日本の写真家。鳥取県米子市出身。

## 経歴
叔父（米子写友会の中心的メンバーであった村上誠三）が写真店を経営していたことから、少年期から写真に興味を持つ。
米子商蚕学校（現・鳥取県立米子南高等学校）卒業。阪急百貨店に就職後、プロ野球・南海（現・福岡ソフトバンクホークス）二軍に入るが、まもなく体を壊し退団。商船会社に勤めるかたわら、入会した丹平写真倶楽部で、安井仲治、上田備山らと知り合う。
第二次世界大戦での出征を経て、戦後に「岩宮フォトス」を開業しフリーカメラマンとなる。1962年『佐渡』（朝日新聞社）。1966年（昭和41年）、大阪芸術大学教授、写真集『京 Kyoto in KYOTO』で毎日芸術賞受賞。1969年、『宮廷の庭1・2・3』で芸術選奨文部大臣賞受賞。他に『アジアの仏像』など作品集を多数残している。
1975年、『京都の庭』シリーズの写真ネガを預けていた出版社に男が押し入りネガが盗まれた。出版社は岩宮に500万円の賠償金を支払ったが、これを知った男が岩宮を脅迫して賠償金を奪おうと計画。東アジア反日武装戦線名で岩宮に脅迫状を送り付けたが、男は翌年までに警察に捕捉され書類送検された。単独犯であり、過激派などの背後関係は無かった。
生誕100年にあたる2020年には回顧展が東京、大阪、出身地の鳥取県米子市で開催された。
主な作品は、大阪府、大阪芸術大学、東京都写真美術館、鳥取県立博物館、米子市美術館などに収蔵されている。

## 関連人物
- 植田正治  - 写真家。同じく鳥取県出身。
- 安井仲治　- 師
- 杵島隆　- 写真家。同い年で同郷の盟友。
- 森山大道 - 弟子
- 井上青龍  - 一番弟子
- 榎並悦子 - 弟子